# Armbandsur

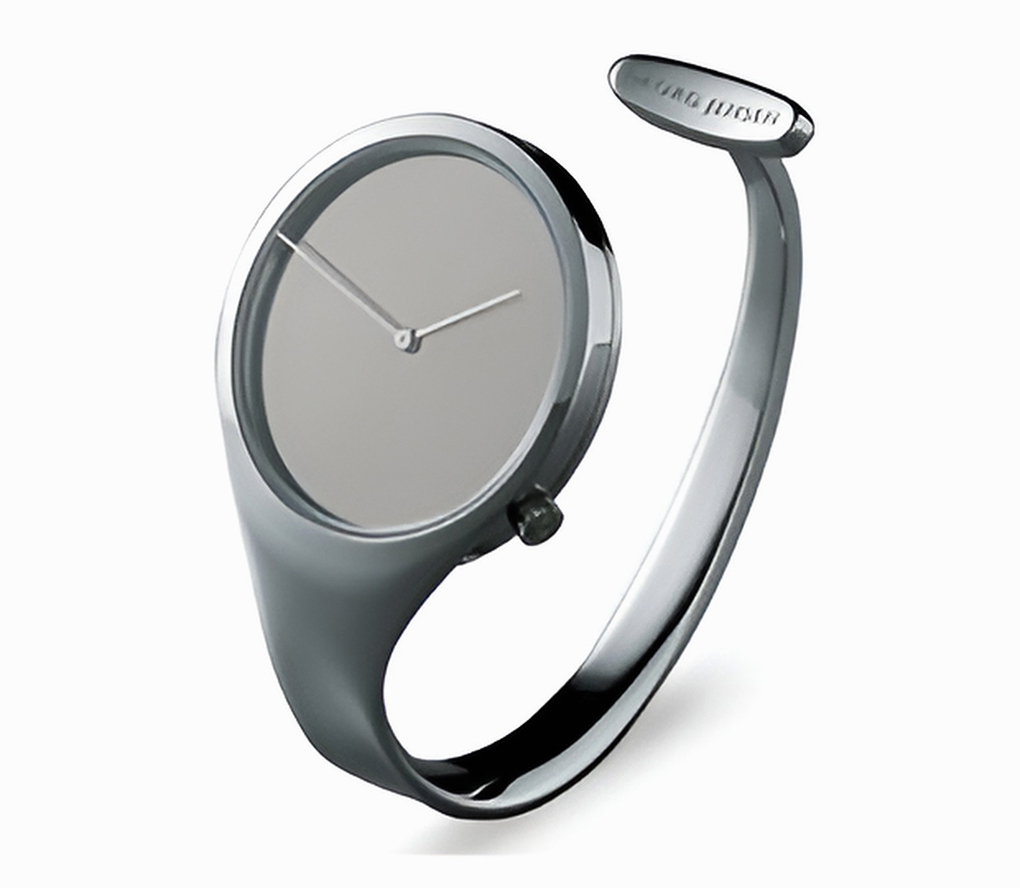
Smyckesuret Vivianna. av Torun Bülow-Hübe 1962.

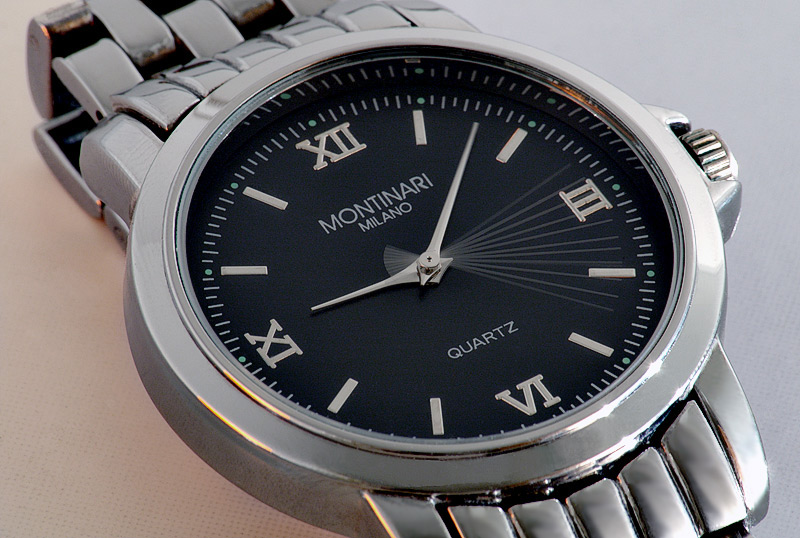
Ett analogt armbandsur.

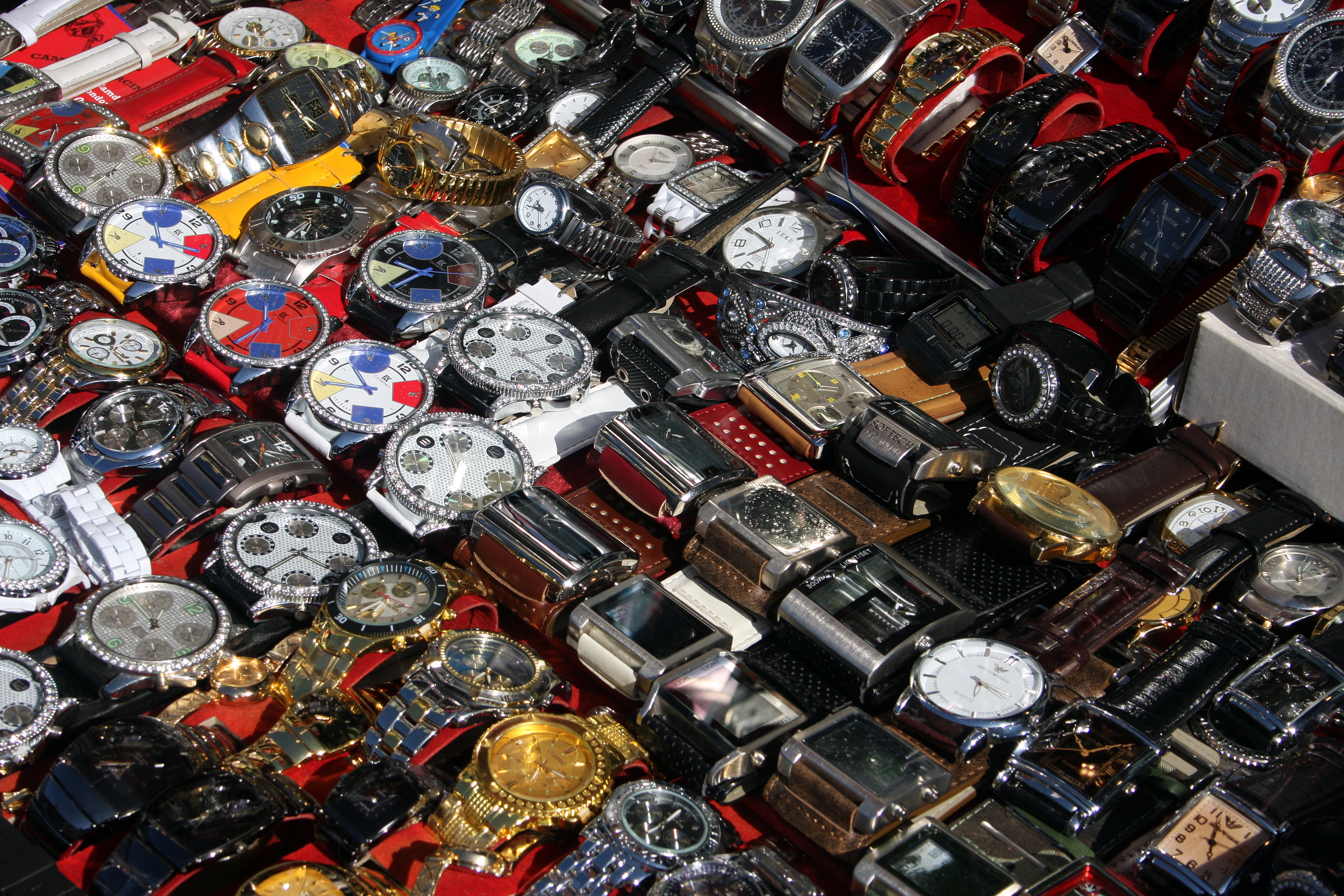
Armbandsur av flera modeller

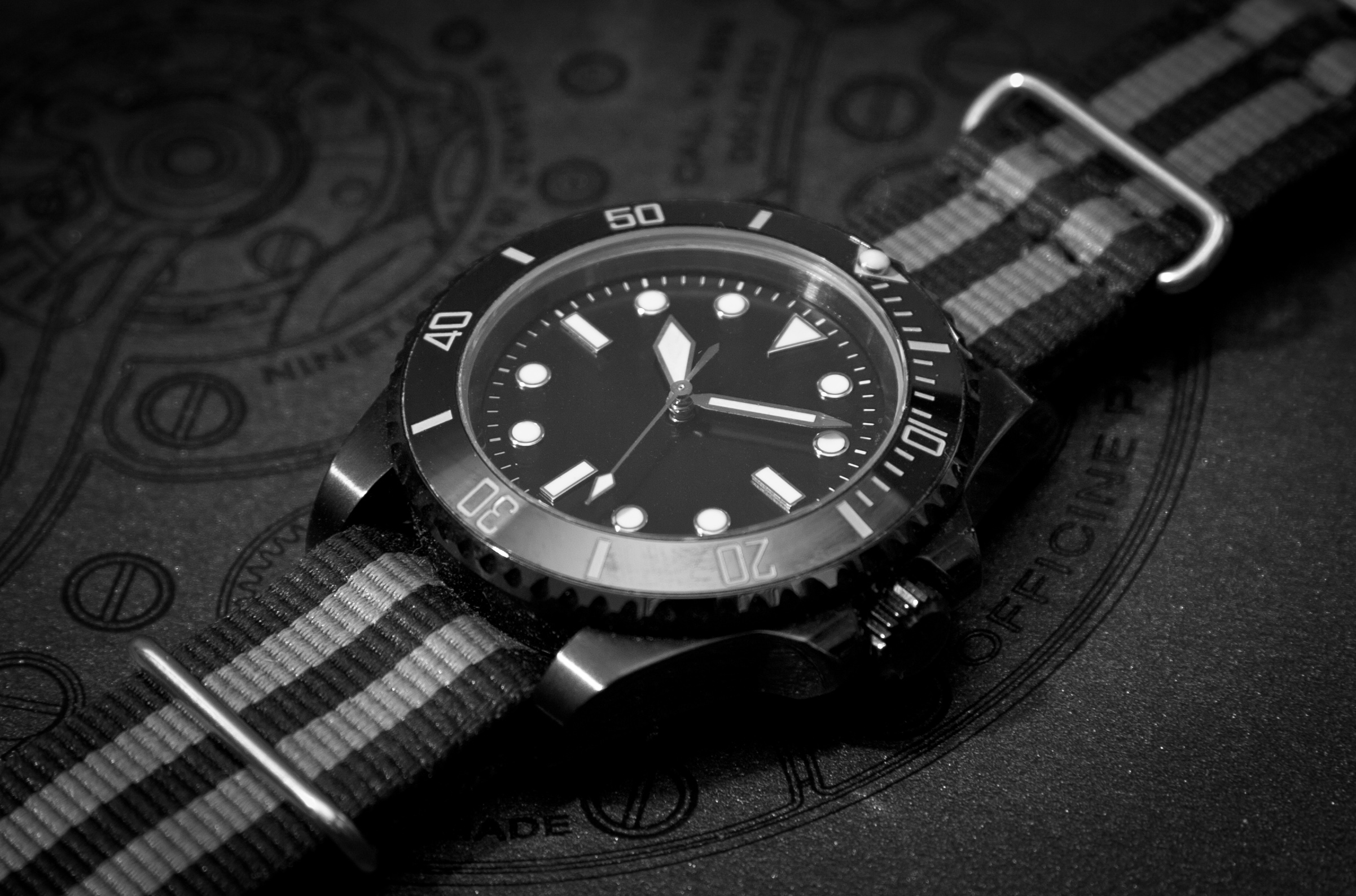
En armbandsklocka med ett så kallat natoband.

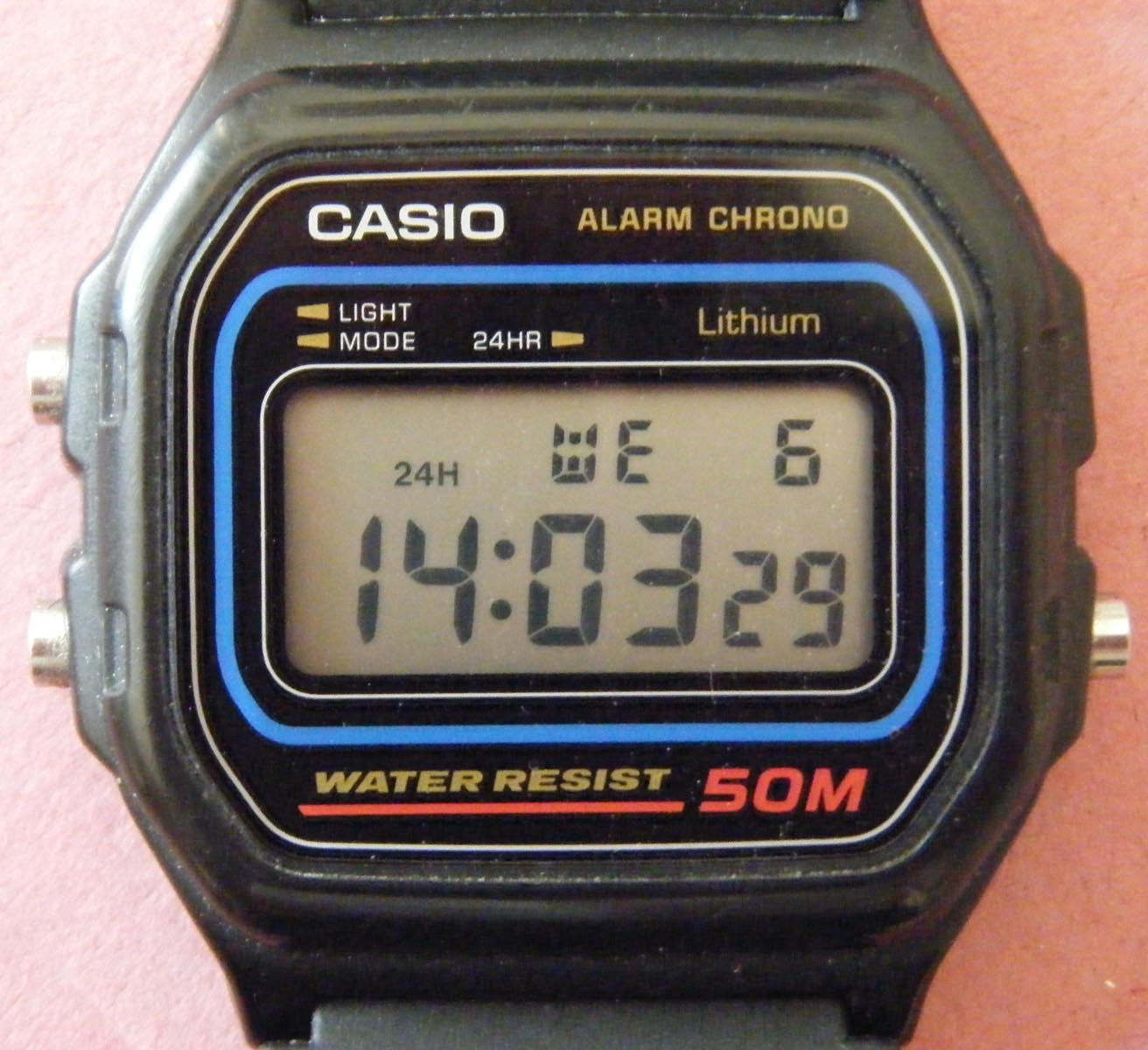
Ett digitalt vattentätt armbandsur av äldre modell med funktioner som bakgrundsbelysning, alarm och stoppur.

Ett armbandsur eller en armbandsklocka är ett ur som bärs i ett band runt handleden. Armbandsuret är en accessoar som finns i olika utförande och prisklasser.

## Historik
Det första armbandsuret specialtillverkades åt Napoleons syster av Bréguet år 1810. Under det efterföljande seklet var armbandsuren avsedda för kvinnor. Men armbandsur blev populära bland officerare i första världskrigets skyttegravar. Anfallen baserades på klockslag men fickuren var opraktiska att använda, därför bar en del av officerarna fickur i armhölster. Armbandsur började inom kort att massproduceras och efter kriget blev armbandsuret en trend bland välklädda män. 1933 tillverkades det första armbandsuret för barn; det bar Musse Pigg-motiv. 1957 kom det första batteridrivna armbandsuret och 1972 var det premiär för digitala armbandsur.

## Utförande och funktioner
Urtavlan kan visa tiden och annat i digital form eller analog (visare). Digitala klockor kan ha 24-timmarsvisning medan analoga ofta har 12-timmarsvisning.
Urverket kan antingen vara fjäderdrivet, batteridrivet, eller vara självuppdragande.

### Funktioner i analoga armbandsur
Analoga armbandsur brukar innehålla inga eller få funktioner utöver tidvisning, och marknadsföringen brukar riktas till personer som är modemedvetna, vill anpassa klockan till sin personliga stil eller uppskattar accessoarer. Ett exempel är smyckesur, som är tänkt att fungera som ett kombinerat armbandsur och smycke. Det kan exempelvis innehålla ett särskilt designat armband och ädelstenar. Analoga armbandsur har ibland datumvisning, oftast med en rullande datumskiva, och kronograf (tidtagning). En del har istället en vridbar dykring för att man ska kunna ta tid. Analoga armbandsur kan ha självlysande siffror och visare för att man ska kunna se hur mycket klockan är även i mörker.

### Funktioner i digitala armbandsur
Digitala armbandsur brukar istället innehålla flera funktioner och ha en sportig utformning. Marknadsföringen riktas ofta till trendmedvetna och teknikintresserade eller personer som lever ett aktivt liv. Det vanliga är att digitalklockor använder sig av LCD-visning (flytande kristaller). Fram till 1990-talet bestod extrafunktionerna vanligen av datumvisning (datum, månad och veckodag), tidtagarur/stoppur, alarm (väckarklocka) och belysning som lyser upp urtavlan.
På nyare modeller finns ofta mer tekniskt avancerade funktioner. Funktionerna kan vara anpassade för särskilda aktiviteter, alternativt följa generella levnads- och tekniktrender. Ett exempel är pulsklockor som kan innehålla pulsmätare och kalorimätare. Sådana aktivitetsklockor har delvis ersatts av aktivitetsarmband, som blev vanliga från 2010-talet. År 2018 hade aktivitetsklockor i allmänhet fler funktioner än aktivitetsarmband.
Avancerade armbandsur kan innehålla funktioner (en funktion hos ett armbandsur kallas för en "komplikation") som att visa astronomiska fenomen som månens faser och datoranpassade funktioner som bluetooth. Även modeller som kan fungera som mobiltelefoner och TV-apparater har tagits fram, även om klockorna ännu inte fått något större genomslag. Ofta är den typen av klocka något större än andra modeller och kvaliteten på funktionerna kan vara begränsad, exempelvis vad gäller bildkvalitet eller batteritid. Ytterligare exempel på avancerade funktioner: Takometer – Mäter tid i förhållande till avstånd. Tourbillonmekanism – Kompenserar för skillnader i vertikal position och skillnader i jordens gravitationsfält.

### Stöt- och vattensäkra armbandsur
Många armbandsur är stöt- och vattensäkra. Vattenskyddet på klockor brukar anges i enheten atm eller m (meter). 1 atm motsvarar ungefär trycket på 10 meters djup, men det ska inte tolkas som att klockan med den märkningen är rekommenderad att använda vid bad och dykning. Det dynamiska trycket blir snabbt mycket högre enbart genom att man rör på sig eller simmar. Istället gäller följande rekommendationer: 3 atm (30 m) innebär att klockan är vattenskyddad och står emot vattenstänk, 5 atm (50 m) betyder att klockan är vattentät och kan doppas i vatten vid enstaka och korta tillfällen, 10 atm (100 m) innebär att armbandsuret kan användas vid simning och bad i vatten, 20 atm (200 m) att det kan användas vid dykning i grunt vatten och 30 atm (300 m) att det kan användas vid djupdykning.

## Kända varumärken
- Breitling
- Casio
- Certina
- Citizen
- IWC
- Officine Panerai[7]
- Omega
- Poljot
- Rolex
- Patek Philippe
- Rado
- Seiko
- Tissot
- Victorinox
- Glashütte Original